# USS Lexington (CV-16)
USS Lexington (CV-16) – amerykański lotniskowiec typu Essex z czasów II wojny światowej.
Jego budowa rozpoczęła się 15 lipca 1941 roku jako USS "Cabot", ale po stracie USS "Lexington" (CV-2) w czasie bitwy na Morzu Koralowym jego nazwa została zmieniona.
Lotniskowiec przetrwał wojnę, a po wojnie służył m.in. jako okręt szkolny. Służbę zakończył w roku 1991 i od tego czasu służy jako okręt muzeum w Corpus Christi.

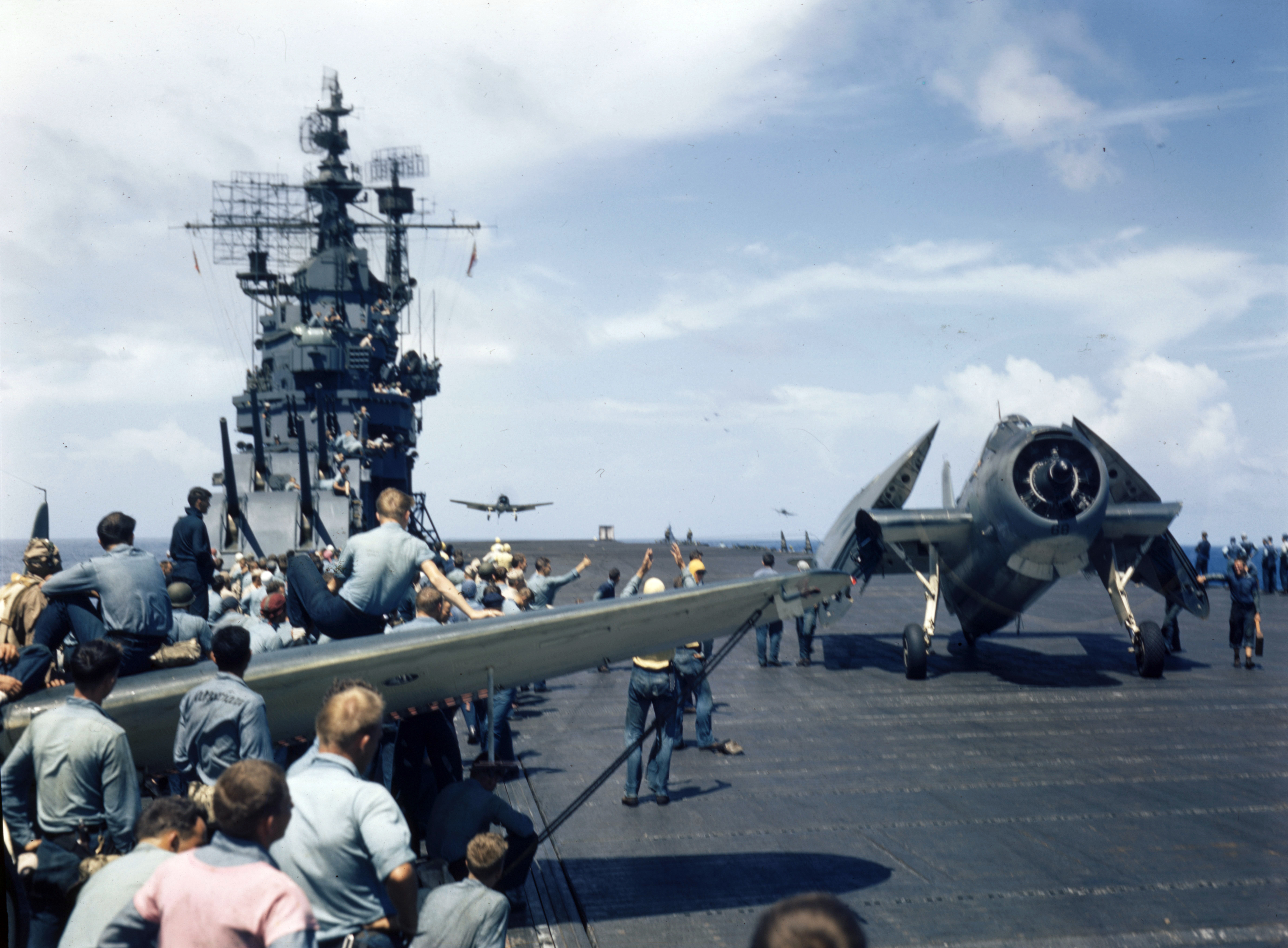
Myśliwce F6F Hellcat lądujące na pokładzie lotniskowca USS "Lexington" podczas ataku na Wyspy Gilberta, listopad 1943 roku